# Noyers, Yonne
Noyers este o comună în departamentul Yonne, Franța. În 2009 avea o populație de 695 de locuitori.

## Evoluția populației
| An        | 1975 | 1982 | 1990 | 1999 | 2006 | 2009 |
| --------- | ---- | ---- | ---- | ---- | ---- | ---- |
| Populație | 840  | 837  | 757  | 789  | 733  | 695  |

## Personalități
- Victor Eresko (1942- ), pianist